# Sybra pseudogeminata
Sybra pseudogeminata là một loài bọ cánh cứng trong họ Cerambycidae.